# Rookiefestivalen
Rookiefestivalen är en musikfestival som arrangeras varje år i Hultsfred under hösten. Festivalen inriktar sig på att få fram oetablerade artister och band som är på uppgång, samtidigt som det erbjudes något mer etablerade artister. Festivalen arrangeras varje år av studenter från Linnéuniversitetets "Music & Event Management" program. Första gången festivalen arrangerades var år 2001. Tidigare anordnades festivalen tillsammans med Valla folkhögskolas evenemangsproducentprogram.
Festivalens mål är att ge oetablerade band och artister med stor potential en chans att synas tillsammans med mer etablerade artister på samma scen. Ett lyckat koncept då bl.a. Linda Pira, Miss Li, Crashdiet, Movits! och The Royal Concept spelat på Rookie innan de slog igenom. Festivalen arrangeras helt enkelt av Rookies, för Rookies.

## Artister & Band

### 2016
- Panda da panda
- JOY
- Mohammed Ali
- Blen
- Gee Dixon
- Södra Station
- LBSB
- Silver Children
- My heart is a metronome
- The Magnettes
- RABBII
- LUMA
- David Rönnegård
- Laura Arif
- Always Something
- Adam Chia
- Grand Abyss
- INTW
- Julia Clara

### 2015
- Joy
- Vapenbröder
- Jakob Karlberg
- Jack Moy & Glöden
- Djurparken
- Felin
- Kastrup
- Pilotsonen
- Maria Hazell
- Vera Sky
- Roth
- Gone in the sun
- Hanna Turi
- Julia Clara
- Browsing Collection
- Kalk

### 2014
- Adrian Lux
- Jasmine Kara
- Hökartorget
- Rags to Riches
- It's for us
- Siphon Fuel
- Sleeping Haze
- Me the Tiger
- Bring the Hat
- Ida & Elina
- Adee
- The Underdogs
- Besserbitch
- Blackshots
- Amanda Alexander
- Valskrik

### 2013
- Far & Son
- Linda Pira
- Kastrup
- Hurricane Love
- Join the riot
- Julia Vero
- Fjärilseffekten
- The Misfortunes Of Captain Peculiar
- Vånna inget

### 2012
- Slagsmålsklubben
- Alina Devecerski
- Discoteka Yugostyle
- DaCosta[förtydliga]
- Håll Käften och Dansa
- Det Urbana Barnets Sorg
- Thundermother
- Indevotion
- Esther
- Mina Vänner
- Gryningspatrullen
- Vote Dukakis
- Djurpark
- Lilla Sällskapet
- Frantic Sunday
- Niels Nielsen[särskiljning behövs]
- Jeremy Iron & The Ratgang Malibus
- Postiljonen
- Llojd
- Causeries
- Mud Walk

### 2011
- Kapten Röd
- Newkid
- The Concept
- Panda Da Panda
- Lissi Dancefloor Disaster
- Writing the Future
- Ismen
- Tangerin
- The Majority Says
- Moonlit Sailor
- Berget
- Goodlooking Trash
- Silent Lane
- Sister Fay
- B.S.T
- Frontback

### 2009[1]
- Florence Velentin
- Hoffmaestto & Chraa
- Lorentz & M.Sakarias
- Detektivbyrån
- Titan
- The Berndt
- Shotgun Crackers
- You Say France & IWhistle
- Monark X
- Trainspotters
- Osten Af Mozzarella
- Clive
- Beldina Malaika
- Oldschool
- Straight to Nowhere
- Guldgossen
- Seven Days Story
- Ape Rape Escape
- Skatan
- At One!
- Love & Happiness
- Sandra Muukki
- Robert Svensson
- Walking With Strangers